# 광주광역시 5·18민주화운동기록관
5·18민주화운동기록관(5·18民主化運動記錄館, May 18 Archives)는 대한민국 광주광역시에 위치한 기록물 보관소이다. 이 곳은 세계기록유산으로 등재된 5·18 광주 민주화 운동 관련 기록물을 영구 보전하고 전시하기 위하여 광주광역시청 산하에 설치된 사업소이다. 민주화운동기록관장은 지방서기관, 지방학예연구관, 또는 임기제 공무원으로 보한다.

## 연혁
- 2015년 5월 13일: 광주광역시 5·18민주화운동기록관 설치

## 조직
관장
- 관리과
- 5·18연구실

## 역대 관장
- 나간채
- 나의갑
- 정용화
- 홍인화
- 김호균

## 갤러리

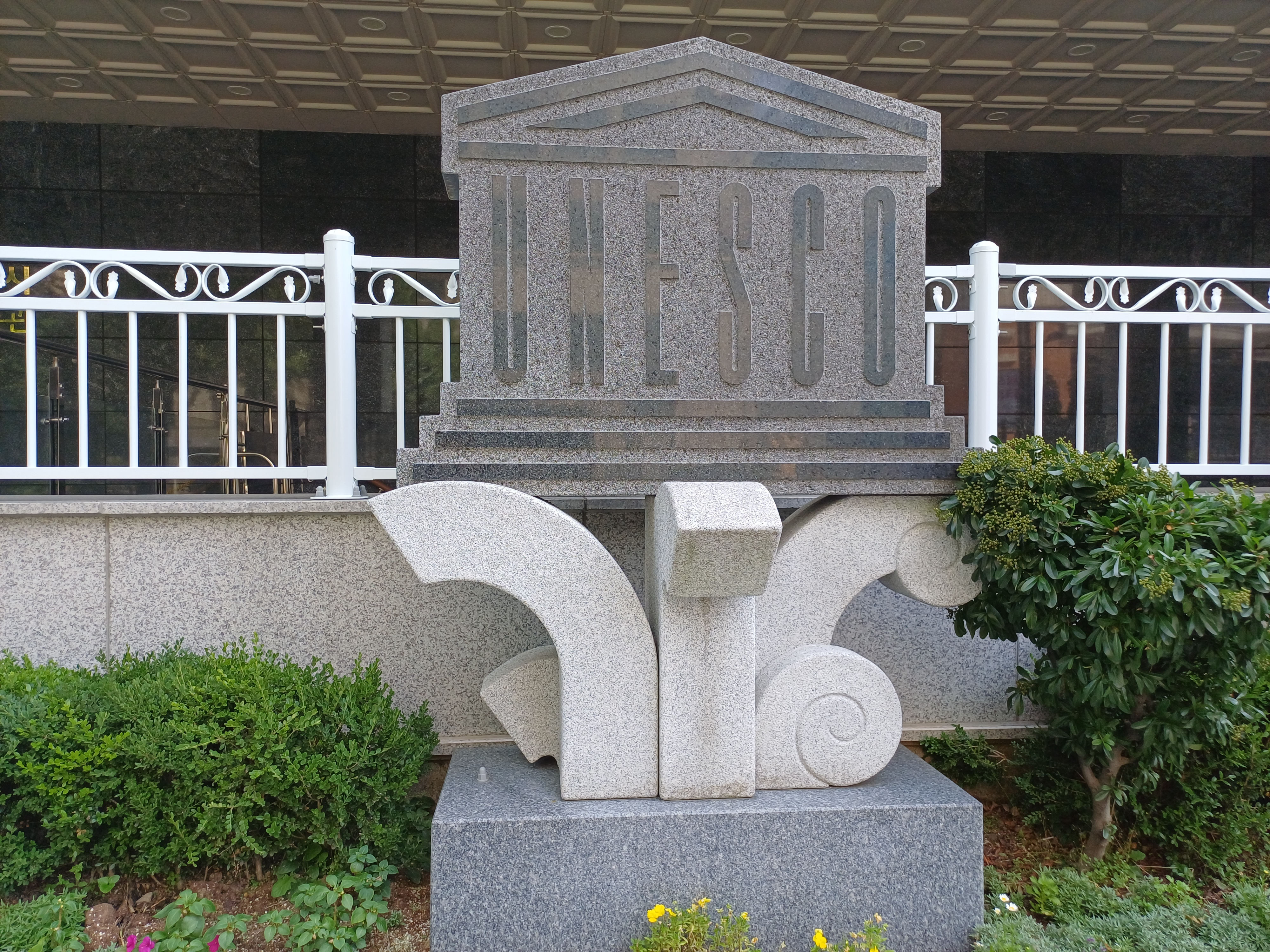
5.18 민주화운동기록관 유네스코 표지(세계기록유산)
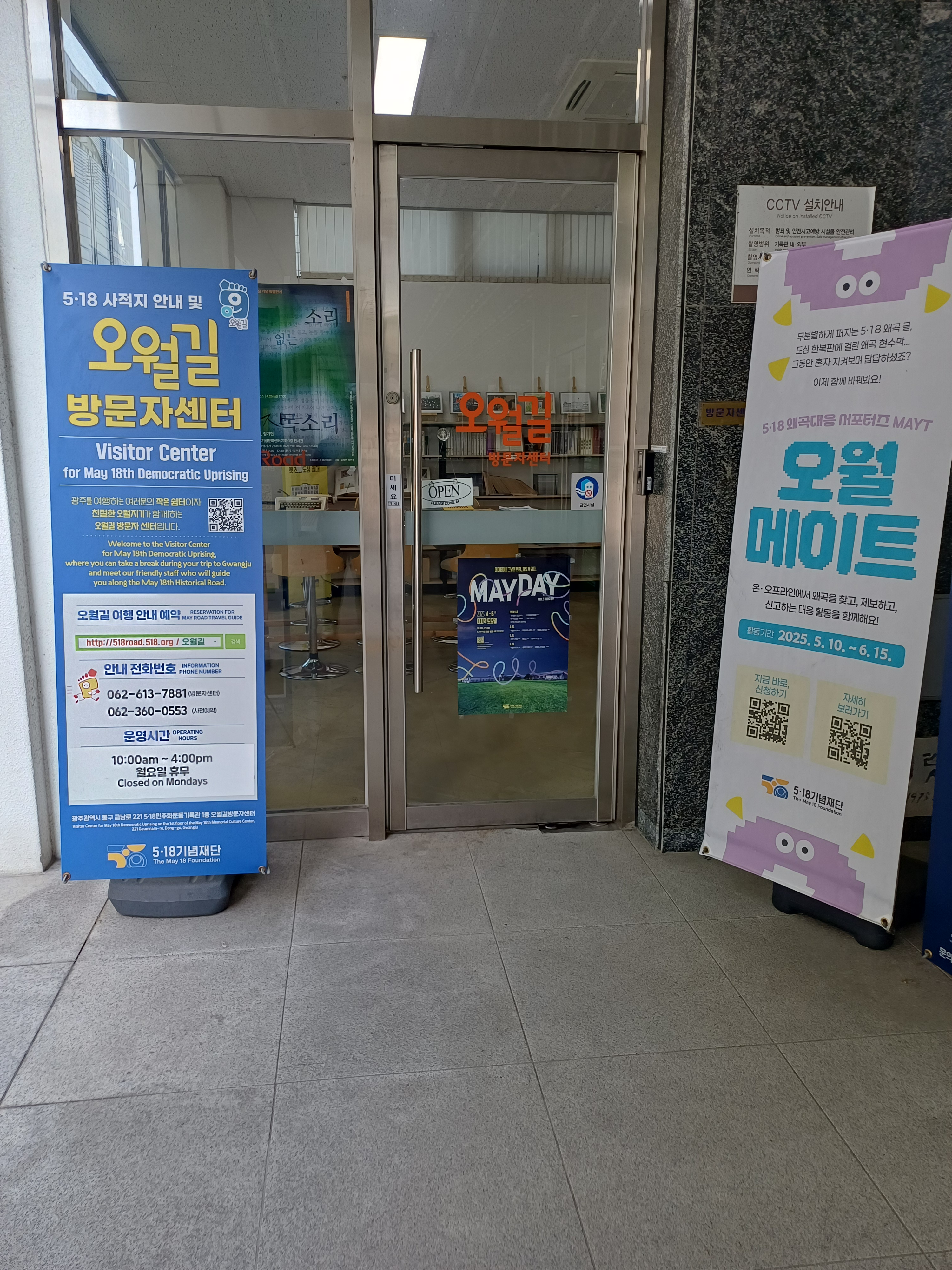
방문자센터
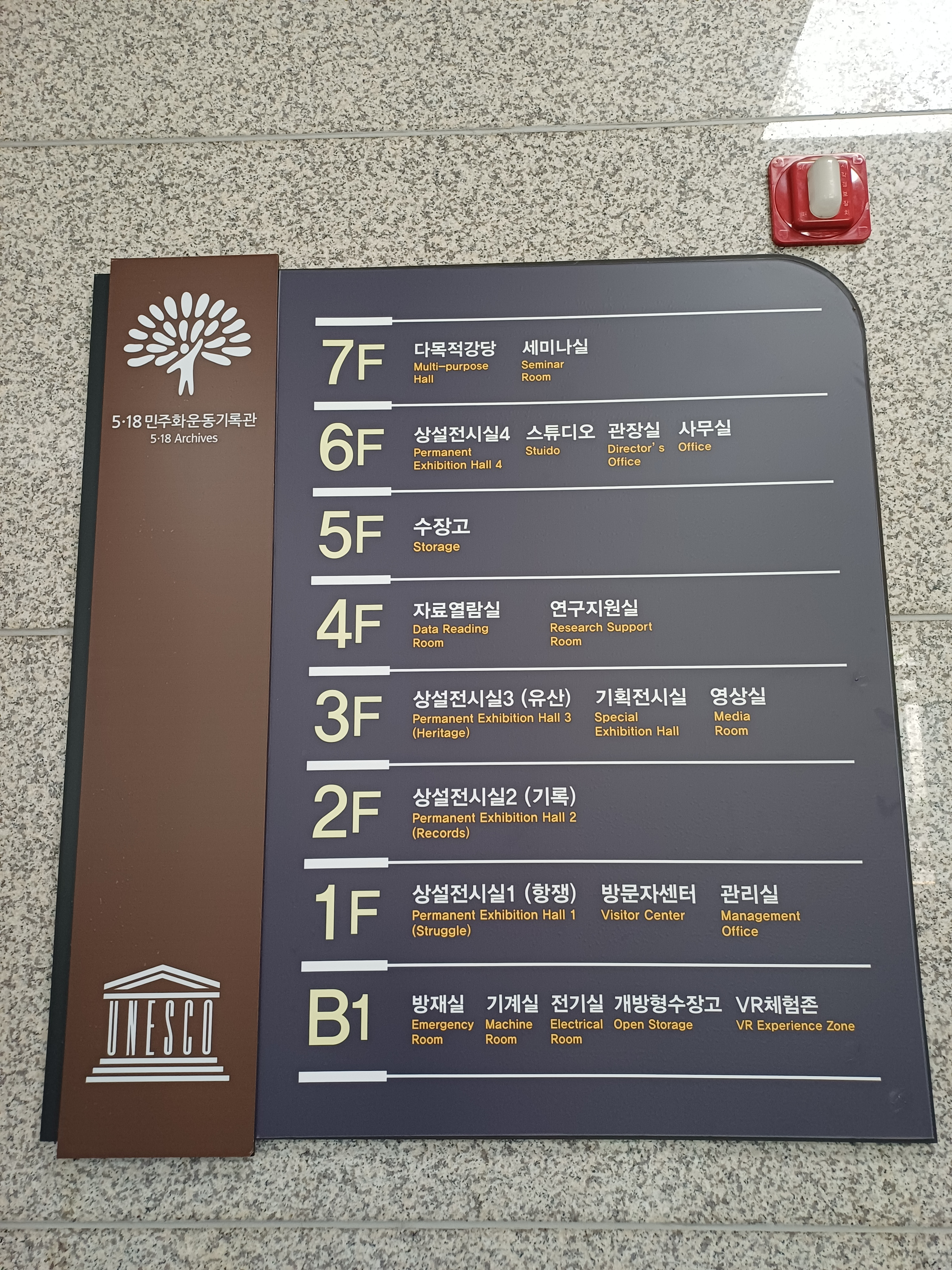
안내판
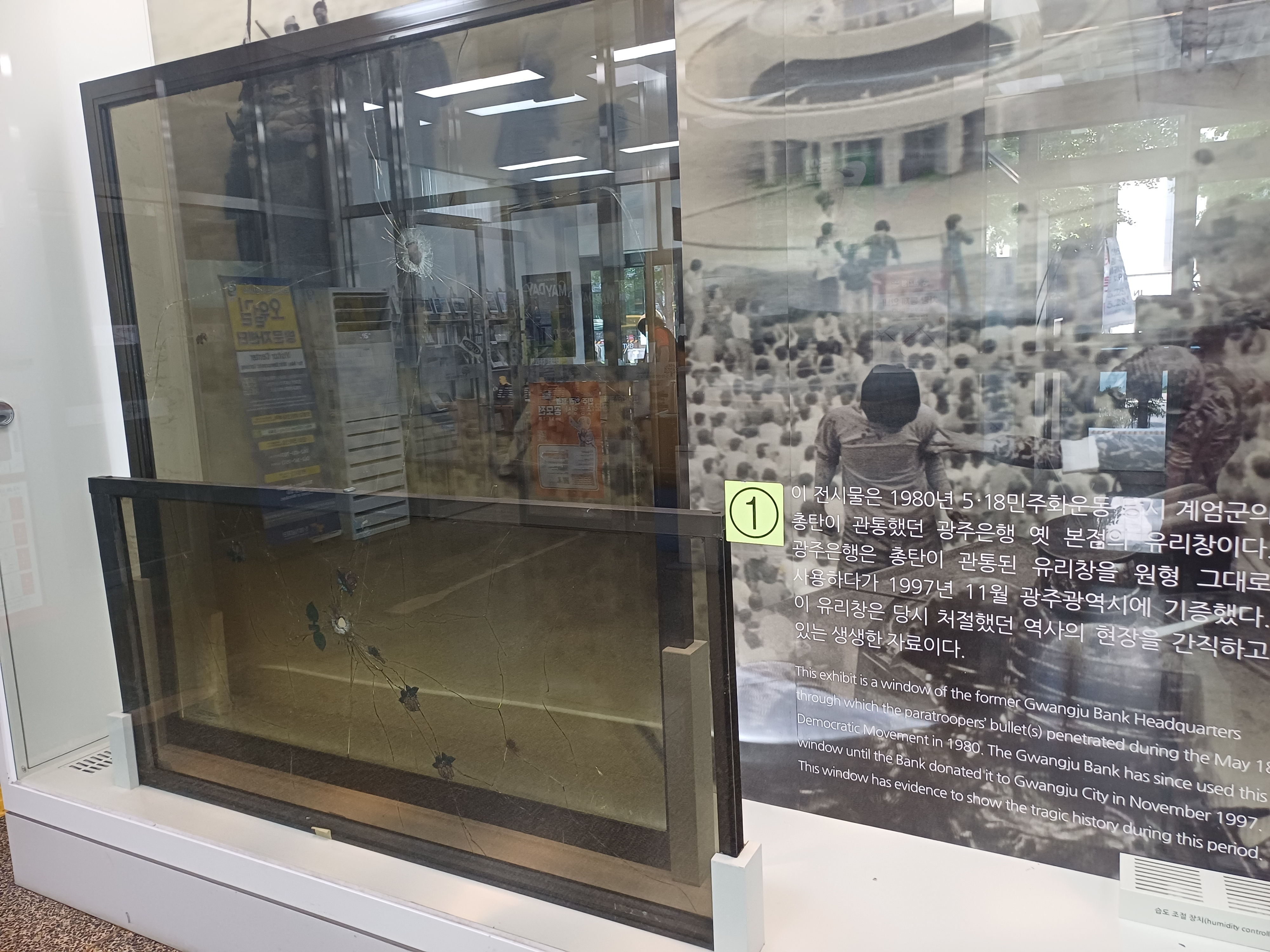
5.18 광주 민주화 운동 당시 계엄군에 의해 깨진 광주은행 유리창
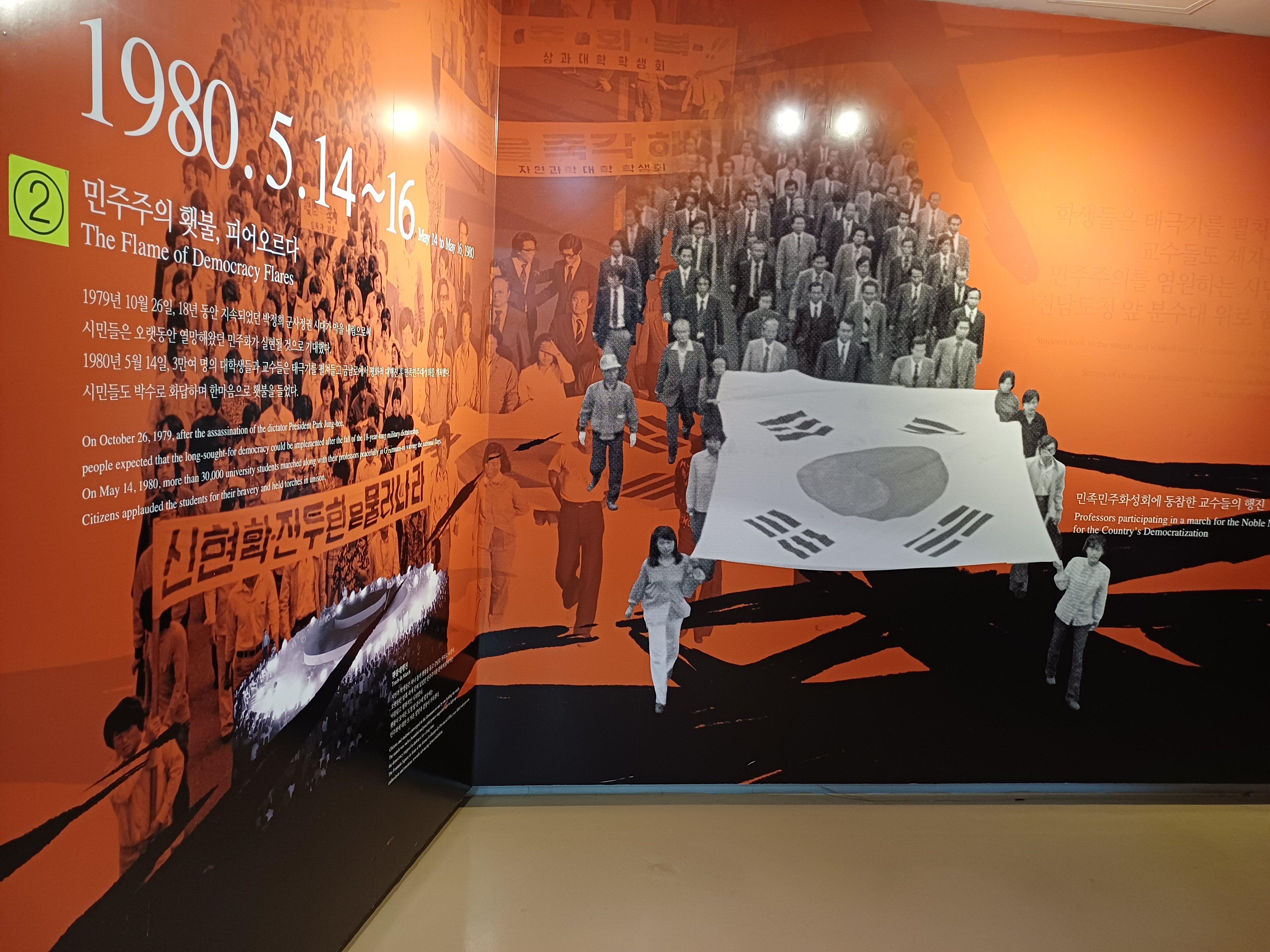
5·18 기록관 1층 전시관
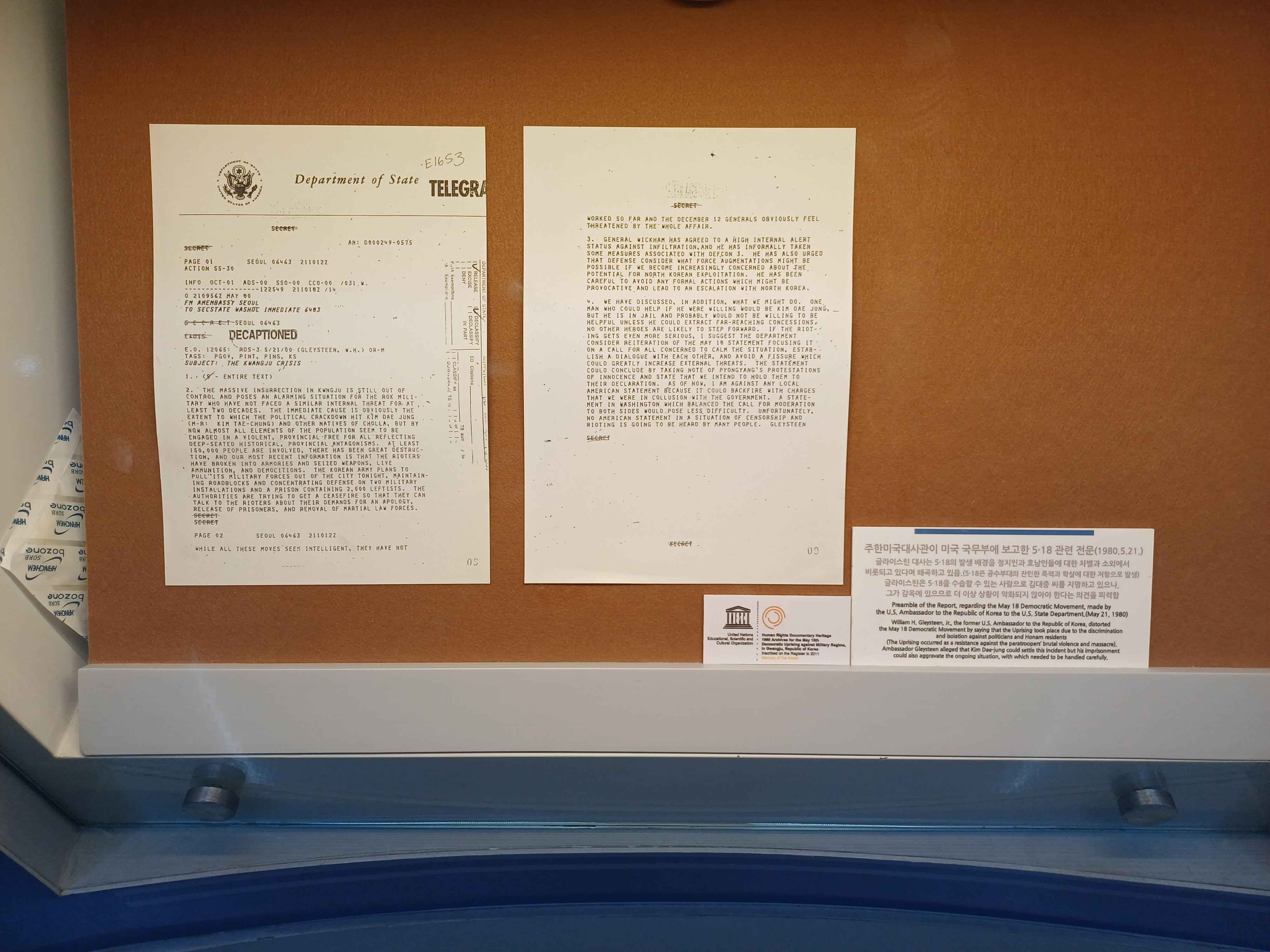
주한미국대사관 5.18 관련 보고서(대사관 전보)